# ستيف برتينشو
ستيف برتينشو (بالإنجليزية: Steve Burtenshaw)‏، من مواليد 23 نوفمبر 1935، لاعب كرة قدم إنجليزي سابق، ومدرب كرة قدم إنجليزي سابق.
بدأ مسيرته الكروية مع نادي برايتون أند هوف ألبيون في عام 1952، ولعب معهم حتى عام 1966.
و قد درب نادي شيفيلد وينزداي في عام 1973 وحتى عام 1975، وفي يناير 1977 درب نادي إيفرتون، وفي موسم 1978/1979 درب نادي كوينز بارك رينجرز، ومنذ مارس 1986 وحتى مايو 1986 درب نادي آرسنال.

## روابط خارجية
- ستيف برتينشو على موقع قاعدة بيانات كرة القدم.إي يو (الإنجليزية)
- ستيف برتينشو على موقع Soccerbase.com (مدرب) (الإنجليزية)